# Dalbeattie
Dalbeattie (/dælˈbiːti/, em scots:  Dawbeattie, em gaélico escocês:  Dail Bheithe) é uma cidade na Escócia, no vale do rio Urr. É conhecida pela sua abundância de granito cinza e pela sua floresta. O nome da cidade vem do gaélico Dail Bheithe, que significa "prado do vidoeiro" ou Dail bhàite, que significa "prado afogado". Foi fundada no século XVIII como um centro de comércio de madeira e granito. Entre os seus habitantes famosos estão William McMaster Murdoch, o primeiro oficial do Titanic, e Claudia Andujar, uma fotógrafa e ativista suíca-brasileira dos direitos indígenas.

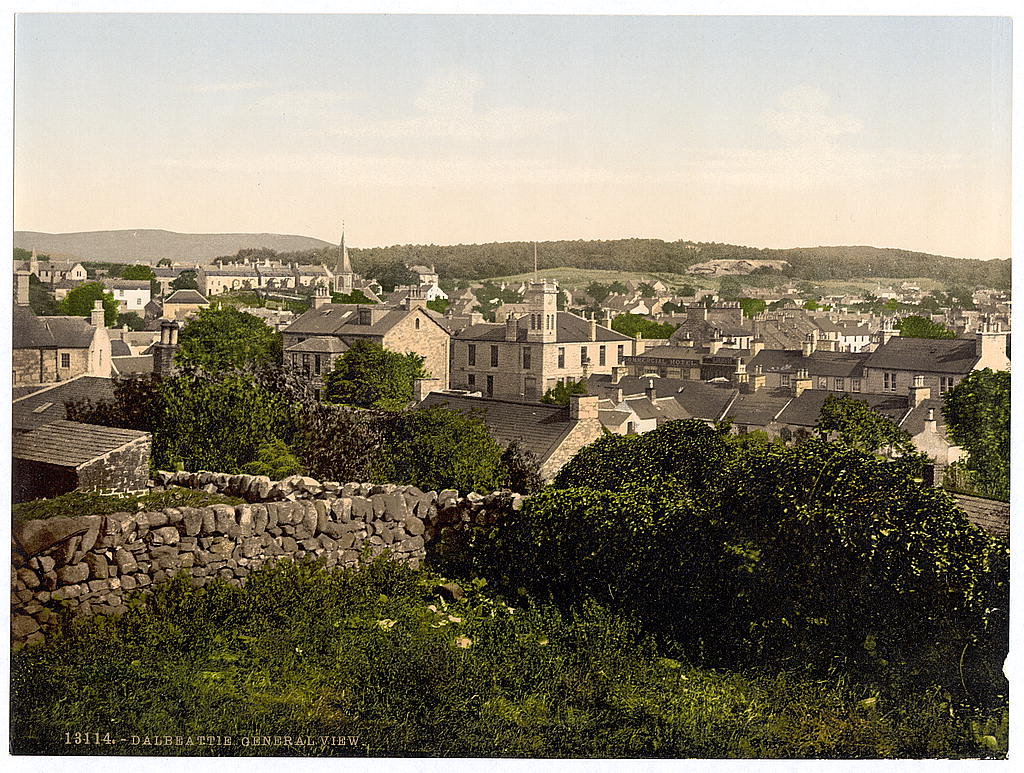
Dalbeattie, Escócia, por volta de 1890-1900.